# Felicity (Fernsehserie)
Felicity (engl.: Glückseligkeit) ist eine  US-amerikanische Fernsehserie, die von 1998 bis 2002 in vier Staffeln die College-Zeit der jungen Studentin Felicity Porter beschrieb. Die Serie wurde in den USA beim Sender The WB ausgestrahlt. Durch ihre intensive Auseinandersetzung mit den Themen des Erwachsenwerdens erhielt sie viel Kritikerlob. Beim Publikum wurde sie jedoch trotz anfänglicher Begeisterung kein hervorragender Erfolg, wenn sie auch eine treue Fangemeinde erobern konnte.

## Handlung
Die strebsame High-School-Schülerin Felicity Porter (Keri Russell) hat bis zu ihrem Schulabschluss ein behütetes Leben geführt. Ihre Zukunft ist klar vorgezeichnet: weiterhin bei ihren Eltern zu leben und an einem nahen College Medizin zu studieren. Auf ihrer Schulabschlussfeier hat sie jedoch eine schicksalhafte Begegnung mit ihrem heimlichen Schwarm Ben (Scott Speedman). Nachdem dieser ihr einen persönlich anmutenden Kommentar ins Jahrbuch geschrieben hat, beginnt Felicity, ihre Situation zu überdenken.
Kurzerhand entschließt sie sich, Ben nach New York zum Studium zu folgen. In New York angekommen erwarten sie jedoch mehrere Probleme: Felicitys Eltern sind durch den plötzlichen Sinneswandel ihrer Tochter verärgert, Felicity muss sich deshalb ihr Studium teilweise selbst finanzieren, ihre Mitbewohnerin Meghan stellt sich als im Umgang schwieriger Goth heraus und Ben hegt – für Felicity überraschend – keine Gefühle für sie, erkennt sie zunächst gar nicht wieder. Dafür findet Felicity am College andere Freunde: Julie (Amy Jo Johnson) ist nach New York gekommen, um ihre leibliche Mutter zu finden; Noel (Scott Foley), der Tutor ihres Wohnheimes, ist zunächst ein verlässlicher Freund, entwickelt jedoch bald Gefühle für Felicity; die stolze Studentin Elena (Tangi Miller) hat dasselbe Studienfach gewählt wie Felicity und komplettiert somit ihr Umfeld.
Nach anfänglichen Zweifeln entschließt sich Felicity, ihr Studium in New York durchzuziehen.

## Besetzung

### Hauptdarsteller
- Keri Russell – Felicity Porter
- Scott Speedman – Ben Covington
- Scott Foley – Noel Crane
- Tangi Miller – Elena Tyler
- Amy Jo Johnson – Julie Emrick (1998–2000)

### Nebendarsteller
- Amanda Foreman – Meghan Rotundi
- Greg Grunberg – Sean Blumberg
- Ian Gomez – Javier Clemente Quintata
- Rob Benedict – Richard Coad
- Donald Faison – Tracy
- Erich Anderson – Dr. Edward Porter

## Synchronsprecher
| Rolle           | Schauspieler    | Synchronsprecher  |
| --------------- | --------------- | ----------------- |
| Felicity Porter | Keri Russell    | Viktoria Voigt    |
| Ben Covington   | Scott Speedman  | Stefan Günther    |
| Noel Crane      | Scott Foley     | Oliver Feld       |
| Sean Blumberg   | Greg Grunberg   | Ole Pfennig       |
| Hannah Bibb     | Jennifer Garner | Natascha Schaff   |
| Ruby            | Amy Smart       | Stephanie Kellner |

## Ausstrahlung
In den USA lief die Serie durchgängig auf dem Sender The WB. Es wurden vier Staffeln mit insgesamt 84 Episoden produziert.
Im Verlauf der vierten Staffel wurde klar, dass Felicity voraussichtlich nicht für eine fünfte Staffel verlängert werden würde. Da zunächst nur 17 Episoden vom Sender bestellt worden waren, beschlossen die Verantwortlichen, die Haupthandlung (Felicitys vierjährige College-Ausbildung) in diesem Rahmen abzuschließen. Als der Sender schließlich die restlichen Folgen zur traditionellen vollen Staffel (mit 22 Episoden) bestellte, wurde ein Handlungsbogen nachgeschoben, der vielfach kritisiert wurde.
In Deutschland wurde die Serie zunächst in einem jugendgerechten Umfeld am späten Samstagnachmittag auf RTL ausgestrahlt. Die Serie konnte sich auf Grund mehrerer Unterbrechungen jedoch nicht durchsetzen und wurde nach 18 Folgen zunächst abgesetzt. 2004 begann RTL II erneut mit der Ausstrahlung, jedoch mit unregelmäßigem Rhythmus, nachts zwischen Samstag und Sonntag gegen 5 Uhr morgens. Entsprechend dem ungünstigen Sendeplatz wurde die Ausstrahlung zu Beginn der zweiten Staffel abgebrochen.
Die Serie wurde in den USA vollständig auch auf DVD veröffentlicht. 2015 erschien die erste Staffel in Deutschland auf DVD.

## Auszeichnungen
Keri Russell gewann 1999 den Preis Golden Globe, im selben Jahr wurde Felicity als Beste Serie für den Golden Globe nominiert. Die Serie gewann 1999 den Emmy Award für die Regie einer der Folgen (Todd Mulcahy), im Jahr 2000 wurde sie für die Musik für den Emmy Award nominiert.
Die Serie wurde mehrmals für den Teen Choice Award nominiert (1999, 2000, 2001 und 2002), im Jahr 1999 gewann Keri Russell diesen Preis.

## Bemerkungen
Die Serie Felicity wurde in den USA für einen Sender konzipiert, der sich auf die Altersgruppe zwischen 14 und 29 als Zuschauer konzentriert. Daher kommen in der Serie nur selten Menschen jenseits der Ausbildung vor. Es wird sich in den Geschichten hauptsächlich auf die Probleme des Erwachsenwerdens und der Selbstfindung konzentriert. Daher wird die Serie gemeinhin als Teen-Serie tituliert.
Felicity war eine der ersten Serien, bei der durchgängig ein Soundtrack aus zeitgenössischer Pop-Musik eingesetzt wurde. Dies führte im Vorfeld der DVD-Veröffentlichung in den USA zu Lizenz-(Kosten-)Problemen, die die Veröffentlichung längere Zeit verzögerten. Schließlich wurden Teile des Soundtracks ausgetauscht.
Ein hauptsächlich in den ersten Folgen genutztes Stilmittel war es, dass Felicity ihre neuen Erfahrungen als Audiobrief an eine ältere Freundin namens Sally diktierte. Sally war eine Lehrerin an Felicitys High School, mit der sie sich gut verstand. Auch Sally hatte eine große Veränderung hinter sich, nachdem ihr Verlobter bei einem Unfall ums Leben gekommen war.
Während die Handlung der Folge sich entwickelte, war teilweise Felicitys Stimme als Voice-over zu hören, die den Brief sprach. Oftmals endete die Folge dann mit Sallys Antwort, die eine Moral für die Geschehnisse enthielt. Im englischen Original wurde Sally von Janeane Garofalo gesprochen.

### Popkulturelle Bedeutung
Felicity hat durch zwei Stellen Eingang in die Popkultur gefunden:
- Der Charakter Felicity Porter war zu Beginn der Serie noch Jungfrau. Die Episode, in der sich dies änderte, wurde von The WB entsprechend beworben und wurde zu einem der prominenteren Momente der US-Fernsehgeschichte.
- Als die Darstellerin Keri Russell in Reaktion auf eine Entwicklung im Leben ihres Seriencharakters Felicity beschloss, ihre charakteristischen lockigen langen Haare abzuschneiden und fortan ihr Haar kürzer zu tragen, hagelte es von Zuschauerseite erboste Proteste. Zeitgleich sanken die Einschaltquoten der Serie merklich. Jedoch wurde zu dieser Zeit die Serie auch auf einen anderen Sendeplatz verschoben. Zwar konnte nie ein Zusammenhang zwischen Felicitys neuer Frisur und dem Quotenrückgang nachgewiesen werden, die Vermutung hielt sich jedoch hartnäckig.

Der Vorgang führte zu einer Sensibilisierung der Fernsehindustrie bezüglich der Veränderung des Aussehens hauptsächlich von Darstellerinnen.
Auch wird in der amerikanischen Popkultur heute noch beim Wechsel von langen zu kurzen Haaren häufig eine Anspielung auf Felicity bemüht.

### Referenzen zur Serie
- In Buffy – Im Bann der Dämonen kommentiert Xander in der 18. Folge der vierten Staffel die durch Poltergeister hervorgerufenen seltsamen Vorgänge (u. a. schneidet sich ein Mädchen ihre langen lockigen Haare ab): Anya, look around! There’s ghosts and shaking, and people are going all Felicity with their hair ….
- Die Gruppe Goldfinger bezog sich 2002 in ihrem Song Spokesman mit den Zeilen and who the fuck is Felicity, ’cause I got problems of my own auf die Serie.